# لورنزو پیرولا
لورنزو پیرولا (انگلیسی: Lorenzo Pirola؛ زادهٔ ۲۰ فوریهٔ ۲۰۰۲) بازیکن فوتبال اهل ایتالیا است که به صورت قرضی برای باشگاه سالرنیتانا بازی می‌کند.
وی همچنین در تیم‌های ملی فوتبال زیر ۱۵ سال ایتالیا، زیر ۱۶ سال ایتالیا، زیر ۱۷ سال ایتالیا، زیر ۱۸ سال ایتالیا و زیر ۲۱ سال ایتالیا بازی کرده‌است.